# Чепасово (Московская область)
Чепасово — деревня в Рузском районе Московской области, входящая в состав сельского поселения Старорузское. Население — 10 жителей на 2006 год. До 2006 года Чепасово входило в состав Комлевского сельского округа.
Деревня расположена в центральной части района, у впадения справа в Москва-реку ручья, называемого местными жителями Катуша, примерно в 6 км к югу от Рузы, высота центра деревни над уровнем моря 198 м. Ближайшие населённые пункты — Новониколаево в 0,5 км на северо-запад и Костино в 0,5 км южнее.